# Staheliella nodosa
Staheliella nodosa är en svampart som beskrevs av Emden 1974. Staheliella nodosa ingår i släktet Staheliella, divisionen sporsäcksvampar och riket svampar.   Inga underarter finns listade i Catalogue of Life.